# RaiQuan Gray
RaiQuan Kelvan Gray (Flórida, 7 de julho de 1999) é um basquetebolista americano do que atualmente joga pelo AEK Atenas que disputa a GBL (Grécia) e a Liga dos Campeões da FIBA (BCL).
Ele jogou basquete universitário em Florida State e foi selecionado pelos Nets como a 59º escolha geral no Draft da NBA de 2021.

## Início da vida e carreira no ensino médio
Gray cresceu jogando futebol americano e começou a jogar basquete aos nove anos. Ele estudou na Dillard High School em Fort Lauderdale, Flórida. Gray jogou como armador apesar de ter 2,03 m e 118 kg. 
Em seu terceiro ano, ele levou Dillard ao título estadual da Classe 6A. Em sua última temporada, Gray ganhou o título estadual da Classe 7A. Ele se comprometeu a jogar basquete universitário em Florida State.

## Carreira universitária
Como calouro, Gray teve média de 3,9 pontos em 12,3 minutos. Em seu segundo ano, ele teve médias de seis pontos e 3,8 rebotes. Ele melhorou seu condicionamento na pós-temporada. Em 13 de fevereiro de 2021, ele registrou 24 pontos e 12 rebotes na vitória por 92-85 sobre Wake Forest.
Em sua terceira temporada, Gray teve médias de 11,9 pontos, 6,4 rebotes e 2,2 assistências e foi selecionado para a Terceira-Equipe da Atlantic Coast Conference.
Em 2 de abril, ele se declarou para o Draft da NBA de 2021.

## Carreira profissional
Gray foi selecionado pelo Brooklyn Nets como a 59ª escolha geral do Draft de 2021. Ele foi posteriormente incluído no elenco dos Nets que disputou a Summer League de 2021.

## Estatísticas

### Universitário
| Ano      | Equipe        | PJ | PT | MPJ  | AP   | 3P   | LL   | RT  | AS  | BR  | TO | PPJ  |
| -------- | ------------- | -- | -- | ---- | ---- | ---- | ---- | --- | --- | --- | -- | ---- |
| 2018–19  | Florida State | 36 | 4  | 12.3 | .435 | .313 | .721 | 2.3 | .8  | .8  | .2 | 3.9  |
| 2019–20  | Florida State | 29 | 24 | 19.5 | .392 | .220 | .696 | 3.8 | 1.4 | 1.1 | .7 | 6.0  |
| 2020–21  | Florida State | 25 | 24 | 26.3 | .517 | .267 | .763 | 6.4 | 2.2 | 1.2 | .7 | 11.9 |
| Carreira | Carreira      | 90 | 52 | 19.3 | .447 | .266 | .726 | 4.1 | 1.4 | 1.0 | .5 | 7.2  |

## Vida pessoal
Gray é filho de Valerie Gray. Ele tem uma irmã, Raven, e um irmão, Rasheed. Seu primo, Quinn Gray, jogou na NFL como quarterback antes de embarcar na carreira de técnico.